# 南方鼠海豚属
南方鼠海豚属（学名：Australithax）是鼠海豚科下的一个属。

## 下属物种
本属包括以下物种：
- 南方鼠海豚 Australithax intermedia Muizon, 1988